# Israel Houghton
Israel Houghton is een Amerikaans christelijke songwriter, aanbiddingsleider, zanger en producer, vooral bekend om zijn crossover van verschillende culturele muziekstromingen die elementen van gospel, jazz, latin en rock bij elkaar brengt. Houghton is vooral bekend onder de bandnaam naam Israel & New Breed en staat onder contract bij Integrity Music. 
Houghton was ook aanbiddingsleider in Joel Osteens Lakewood Church in Houston, Texas. Die rol gaf hij echter op toen zijn eerste huwelijk in 2015 na 21 jaar op de klippen liep. Houghton bezoekt deze kerk na een tijdelijke onderbreking wel weer. Op 11 november 2016 trad hij in Parijs met Adrienne Bailon in het huwelijk, met wie hij op 5 augustus 2022 zijn kind kreeg, Ever James, die via een donor werd geboren.

## Carrière
Zijn project Alive in South Africa, dat live op werd genomen in Kaapstad, kreeg een Grammy Award voor "Best Traditional Gospel Album" in 2007 en twee tracks van het album, "Not Forgotten" en "Turn It Around", werden beloond met een Dove Award voor "het beste aanbiddingslied (contemporary gospel song)" in 2006 en 2007. Zowel zijn album Live from Another Level als "Again I Say Rejoice" werden in 2005 onderscheiden met een Dove Award. Hij werkte met Aaron Guerrero uit Sacramento, Californië, aan zijn laatste album The Power of One.
Enkele van zijn liedjes zijn zo bekend geworden dat ze vertaald in de Opwekkingsliederen bundel zijn opgenomen.

## Discografie
| Jaar van uitgave | Titel van album         | Platenlabel        | Soort album |
| ---------------- | ----------------------- | ------------------ | ----------- |
| 1997             | Whisper It Loud         | Warner Brothers    | Studioalbum |
| 2001             | New Season              | Integrity          | Studioalbum |
| 2002             | Real                    | Integrity          | Studioalbum |
| 2004             | Live from Another Level | Integrity          | Livealbum   |
| 2005             | Alive in South Africa   | Integrity          | Livealbum   |
| 2006             | A Timeless Christmas    | Integrity          | Studioalbum |
| 2007             | A Deeper Level          | Integrity          | Studioalbum |
| 2009             | The Power of One        | Integrity/Columbia | Studioalbum |
| 2010             | Love God, Love People   | Integrity/Columbia | Studioalbum |
| 2012             | Decade                  | Integrity          | Studioalbum |
| 2012             | Jesus At the Center     | Integrity/Columbia | Live Album  |
| 2015             | Covered, Alive in Asia  | Integrity          | Live Album  |

## Prijzen
| Jaar | Prijsuitreikende instantie | Prijs                                                             |
| ---- | -------------------------- | ----------------------------------------------------------------- |
| 2005 | Stellar Award              | Male Vocalist of the Year for Live from Another Level             |
| 2005 | Stellar Award              | Contemporary Gospel Album of the Year for Live from Another Level |
| 2004 | Dove Award                 | CD of the Year for Live from Another Level                        |
| 2004 | Dove Award                 | Contemporary Gospel Song of the Year for "Again I Say Rejoice"    |
| 2006 | Grammy Awards              | Best Traditional Gospel Album for "Alive in South Africa"         |
| 2007 | Grammy Awards              | Best Pop/Contemporary Gospel Album for "A Deeper Level"           |
| 2010 | Grammy Awards              | Best Pop/Contemporary Gospel Album for "The Power Of One"         |